# 薛道衡
薛 道衡（せつ どうこう、540年 - 609年）は、中国南北朝時代および隋の文学者。字は玄卿。本貫は河東郡汾陰県。薛収の父。薛稷の高祖父。高祖父は薛謹。曾祖父は薛破胡。祖父は薛聡。父は薛孝通。北朝および隋を代表する文学者で「一代の文宗」と称えられたが、煬帝にその文才をねたまれ処刑された。

## 生涯
6歳の時に父の薛孝通を失うが、学問にはげみ、13歳の時『春秋左氏伝』を読んで、鄭の宰相子産の功績を称える「国僑の賛」を作り、人々からその出来映えを賞賛された。はじめ北斉に仕え、武成帝・後主の時には北周や南朝陳の使者の応対、詔勅の起草などをつかさどり、文林館待詔の時には、盧思道・李徳林らと親しく交際し、彼らと名声を等しくした。北斉が滅びると北周・隋に仕えた。584年、陳に使者として赴くと、後主ら江南の人々にその詩文を賞賛された。
592年、蘇威とともに人事を濫用していると讒言され嶺南に左遷された。当時揚州にいた晋王楊広（後の煬帝）は薛道衡を自分の幕僚に招こうと人づてに誘ったが、薛道衡は気が進まず、揚州を通らずに任地に赴いた。これにより楊広は秘かに薛道衡を恨んだ。まもなく召還の詔が出て、数年後に内史侍郎となり、上儀同三司を加えられた。薛道衡の文才は文帝に大変重んじられ、その名声は当時並ぶものなく、太子楊勇や諸王はあらそって交際を求め、高熲・楊素ら重臣からも尊敬された。
604年、文帝が死去して煬帝が即位すると、薛道衡は番州刺史に左遷された。翌年、煬帝は薛道衡を秘書監として召還したが、薛道衡が奉った「高祖文帝頌」を読み、「薛道衡が先朝を賛美しているのは自分への当てこすりである」と不快に思った。そこで薛道衡を司隷大夫に任じ、秘かに罪に陥れようとした。
609年、新たに制定された法律の議論に参加した薛道衡は、議論がなかなか決定しないのを見て、「（陛下が）高熲を死なせなかったら、法令はとうに執行されているだろうに」と漏らした。御史大夫の裴蘊は、かねてから煬帝が薛道衡を憎んでいることを知っており、これを煬帝に報告して「薛道衡は自分の才能と旧臣であることを鼻にかけ、陛下をないがしろにしております」と讒言した。煬帝は薛道衡が高熲の処刑を批判したことに怒り、彼に自殺を命じた。薛道衡は大した罪にはならないと思っていたため、自殺の命令に驚き、それを受け入れることができなかった。御史が再度上奏し、薛道衡は縊殺された。享年70。天下の人々はこれを冤罪としたという。
一説には、煬帝は薛道衡の文才をねたんでおり、薛道衡の死を聞くと、「これで『空梁に燕泥落つ』（薛道衡の詩「昔昔塩」の一句）のような句は作れまい」と言ったという（司馬光『資治通鑑』などより）。
陸法言の『切韻』序によると、薛道衡は開皇の始め、顔之推・盧思道らとともに陸法言の家に集まって音韻の討論を行い、これが後に『切韻』にまとめられたとある。

## 著名な作品
| 人日思歸（人日 帰るを思ふ） |                               |
| 原文                        | 書き下し文                    |
| 入春纔七日                  | 春に入りて 纔（わずか）に七日 |
| 離家已二年                  | 家を離れて 已に二年           |
| 人歸落雁後                  | 人の帰るは雁の後に落ち        |
| 思發在花前                  | 思ひの発するは花の前に在り    |

## 伝記資料
- 『隋書』巻57
- 『北史』巻36